# M320
М320 (англ. M320 Grenade Launcher Module) — 40-мм однозарядний підствольний гранатомет, розроблений 2008 року корпорацією Heckler & Koch для заміни M203. Виробництво почато в вересні 2008 року, а в липні 2009 року офіційно представлено в Форт-Брег (Північна Кароліна) Першою бригадою 82-ї повітряно-десантною дивізією США.

## Опис
Гранатомет M320 складається з 3 частин: пускової установки, приладу денного/нічного бачення виробництва компанії Insight Technology Inc та ручного лазерного далекоміра.
Гранатомет може бути змонтований під стволом на гвинтівки, або використовуватися відокремлено від неї, як самостійна одиниця.
Гранатомет M320 може стріляти всіма гранатами НАТО – фугасними, димовими та освітлювальними. Його затвор відкидається убік, що дозволяє стріляти довшими та несмертельними боєприпасами.

## Оператори
- США [2]
- Норвегія [2]
- Канада [2]

- Німеччина [2]
- Нідерланди [2]
- Філіппіни [2]
- Угорщина [2]
- Україна [3]
- Таїланд
- Перу

## Галерея

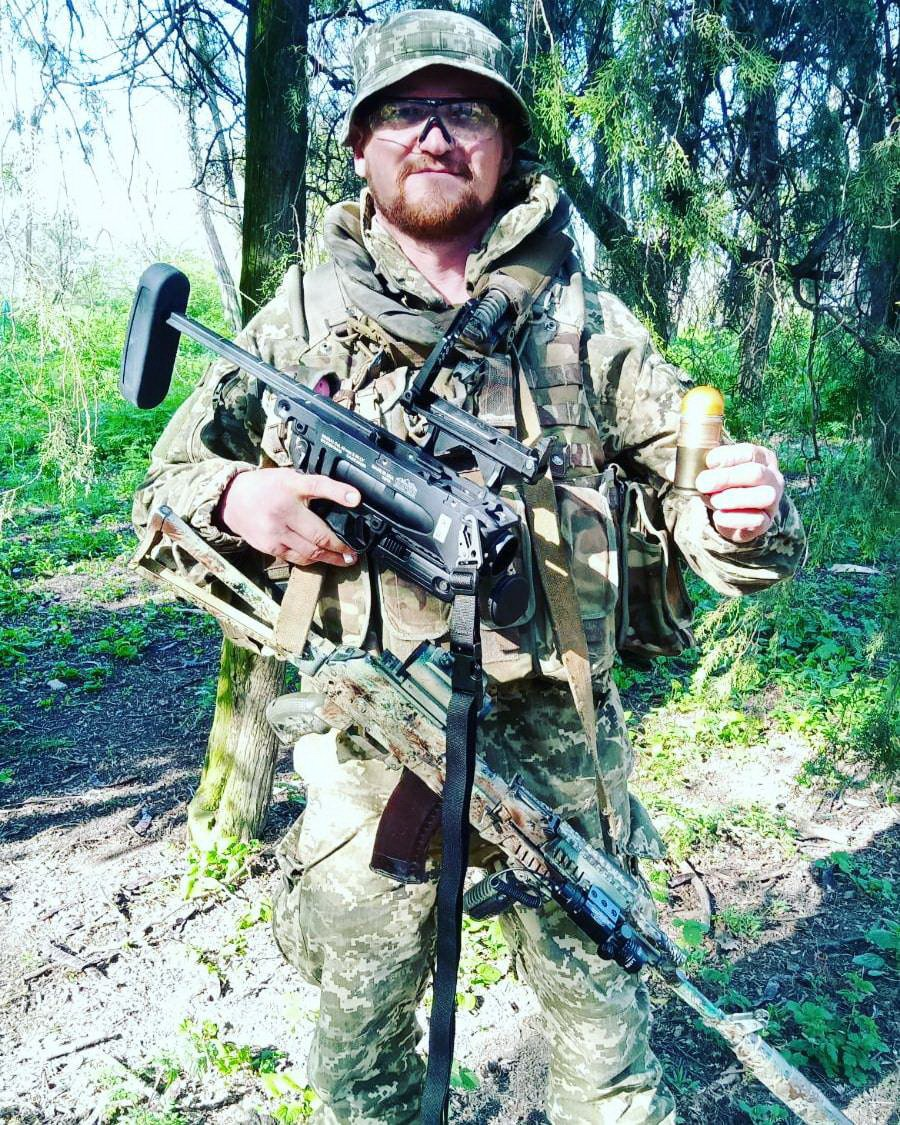
Український морський піхотинець із M320 в 2022